# 奥科伊 (佛罗里达州)
奥科伊（英語：Ocoee），是美国佛罗里达州下属的一座城市。建立于1925年。面积约为36.4平方公里（约合14平方英里）。根据2010年美国人口普查，该市有人口32,653人。论人口在本州排行第79。